# Конскрипційний номер

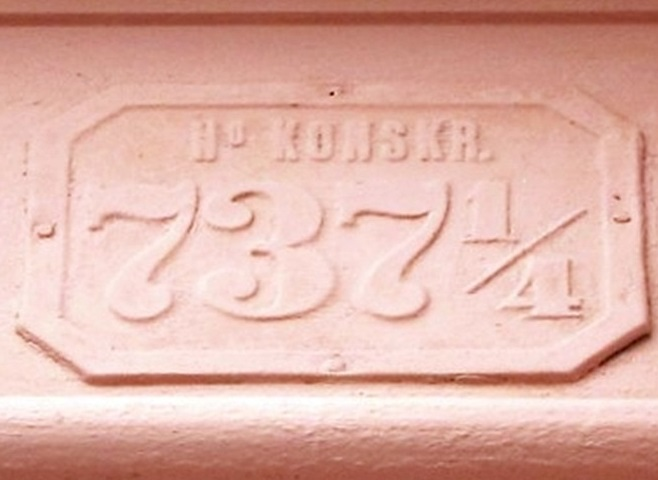
Конскрипційний номер (Львів)

Конскрипційний номер (від лат. conscriptio — список) — порядковий номер нерухомого майна (будинку, земельної ділянки) у межах міста та у найближчому передмісті. Такий вид нумерації, що заміняв адресу будинків у 1772—1871 роках, застосовувався на територіях підвладних Австро-угорській імперії.
На той час в межах Галицької автономії діяв Уряд конскрипційний — державна установа на чолі з комісаром конскрипційним, збиралися конскрипційні збори (податки). Впровадження конскрипційних номерів зокрема було зумовлено необхідністю військового уряду знати всіх придатних до військової служби чоловіків (оскільки ці номери вносилися також до метричних книг, що дозволяло військовим чиновникам перевіряти записи у єпископа і вираховувати вік кожного мешканця).
Як правило, металеві пластини з нанесеним конскрипційним номером прикріплювались до фасадів будинків, хоча траплялися й випадки виконання конскрипційних номерів у вигляді барельєфу.
Перші конскрипційні номери присвоювалися існуючим будинкам у послідовному порядку починаючи від ратуші. Згодом конскрипційні номери будинків могли змінюватися, оскільки після перерозподілу старої земельної ділянки або після знесення старого будинку й будівництва на його місці нового — присвоювалися нові конскрипційні номери у хронологічному порядку. Таким чином з часом будинки (земельні ділянки) з послідовними конскрипційними номерами могли й не знаходитися поряд. Слід звернути увагу, що чим менше число в конскрипційному номері — тим старішим є будинок.
Передмістя Львова (окрім центральної частини) було поділене на чотири дільниці, відтак перед кожним конскрипційним номером будинку в передмісті через знак дробу проставлявся відповідний номер дільниці, зокрема: № 1 — Галицьке передмістя, № 2 — Краківське передмістя, № 3 — Жовківське передмістя, № 4 — Бродівське передмістя (згодом Личаківське).
Після впровадження назв вулиць та відповідно й нової нумерації будинків, конскрипційні номери ще певний проміжок часу використовували у формальних (юридичних) правовідносинах, зокрема, при укладанні договорів купівлі-продажу нерухомого майна.

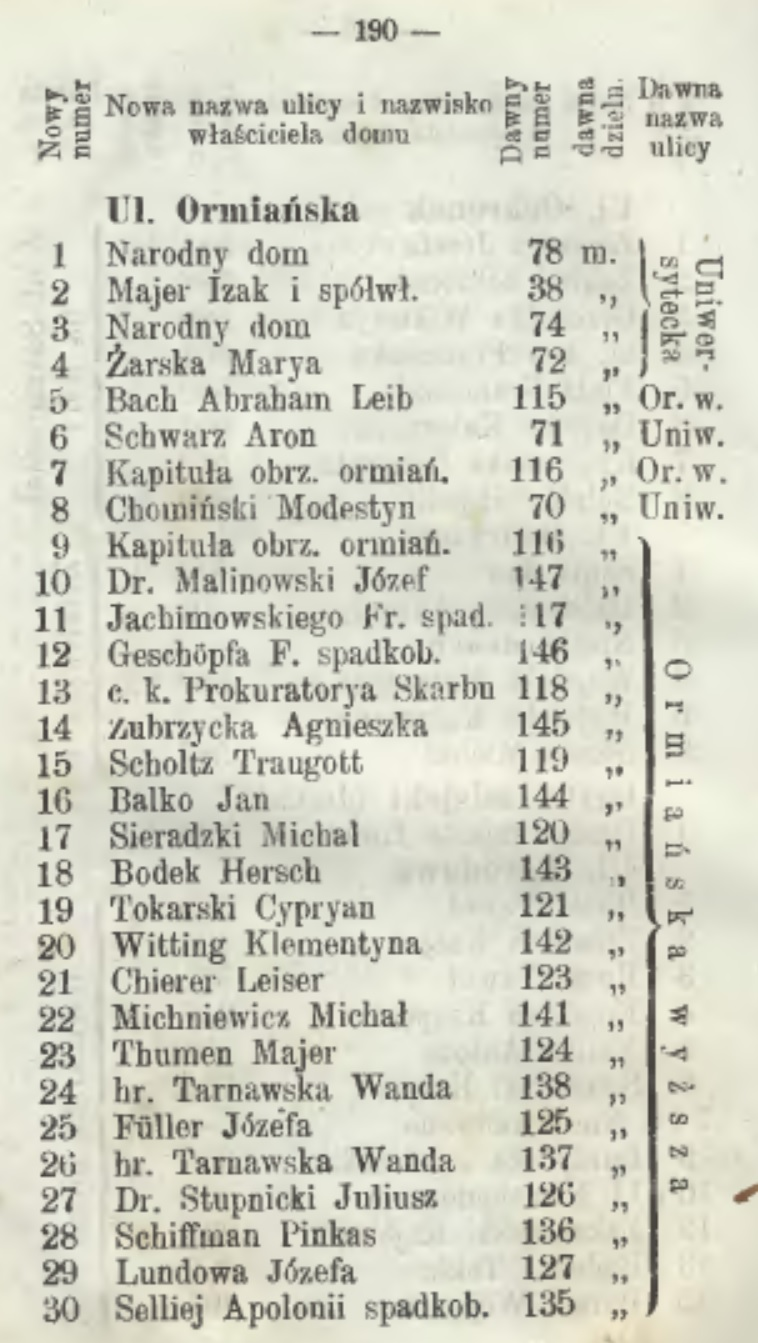
Перелік власників нерухомості при вул. Вірменській у Львові (1872)
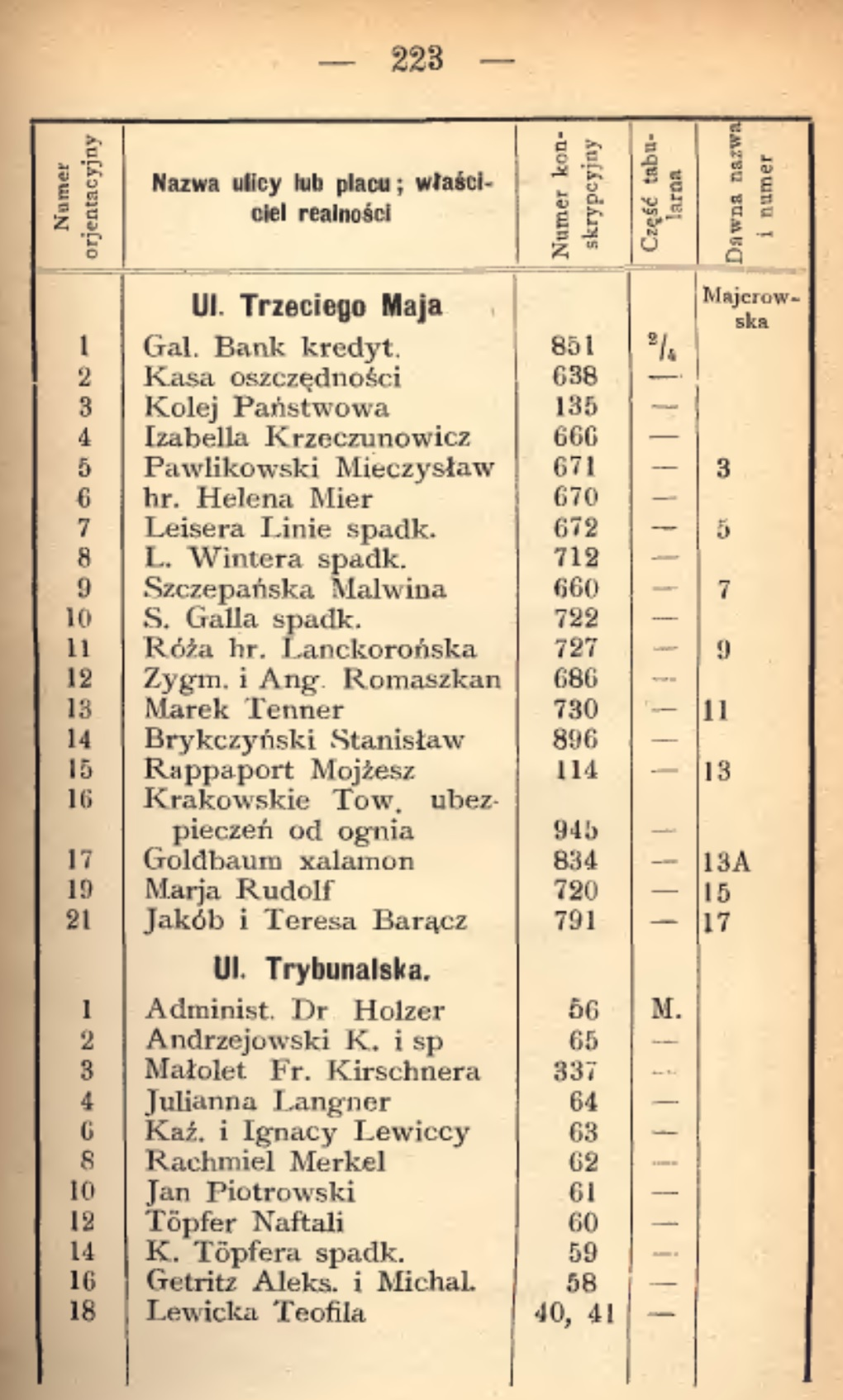
Перелік власників нерухомості при вул. 3 Мая та Трибунальській у Львові (1889)
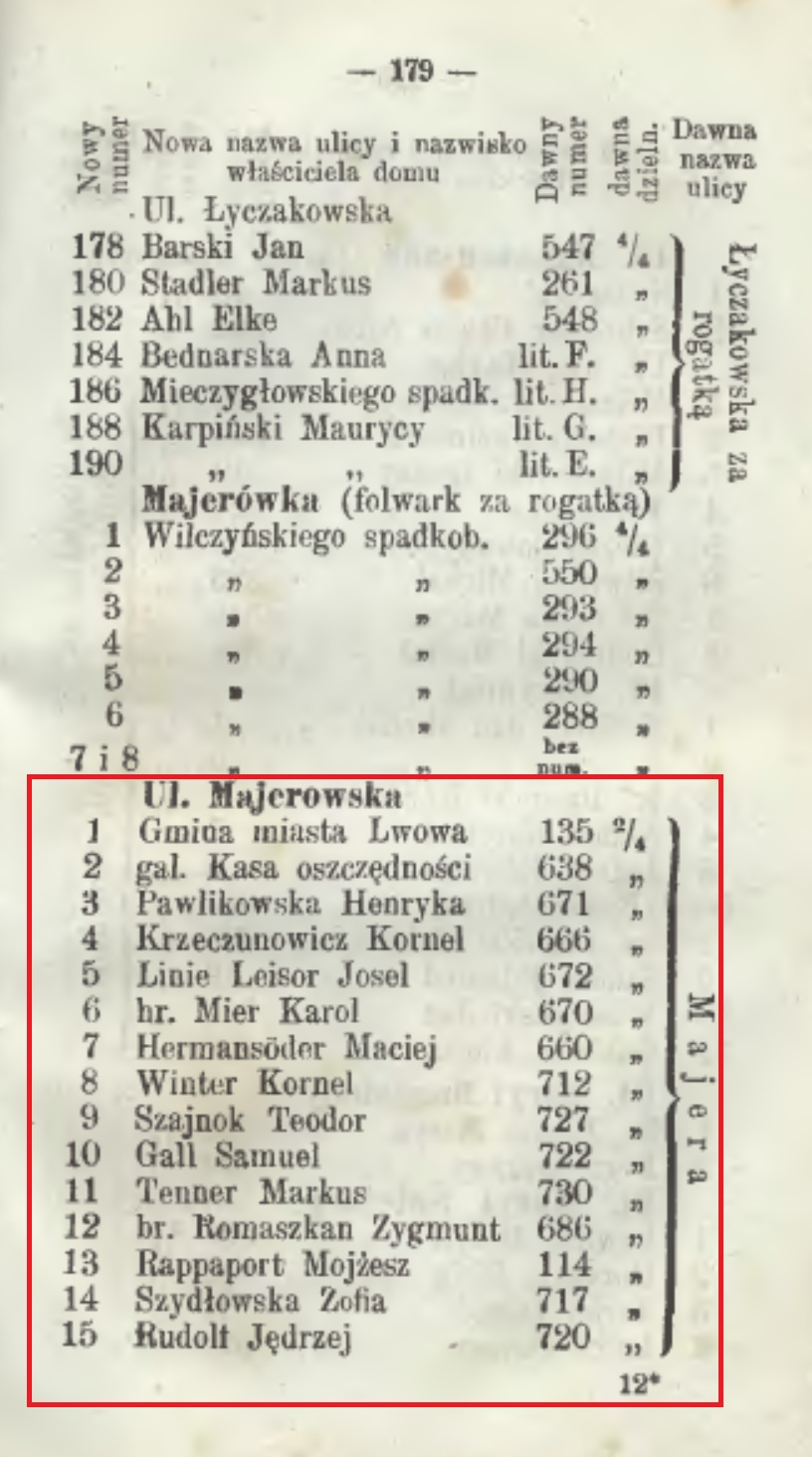
Перелік власників нерухомості при вул. Маєровській у Львові
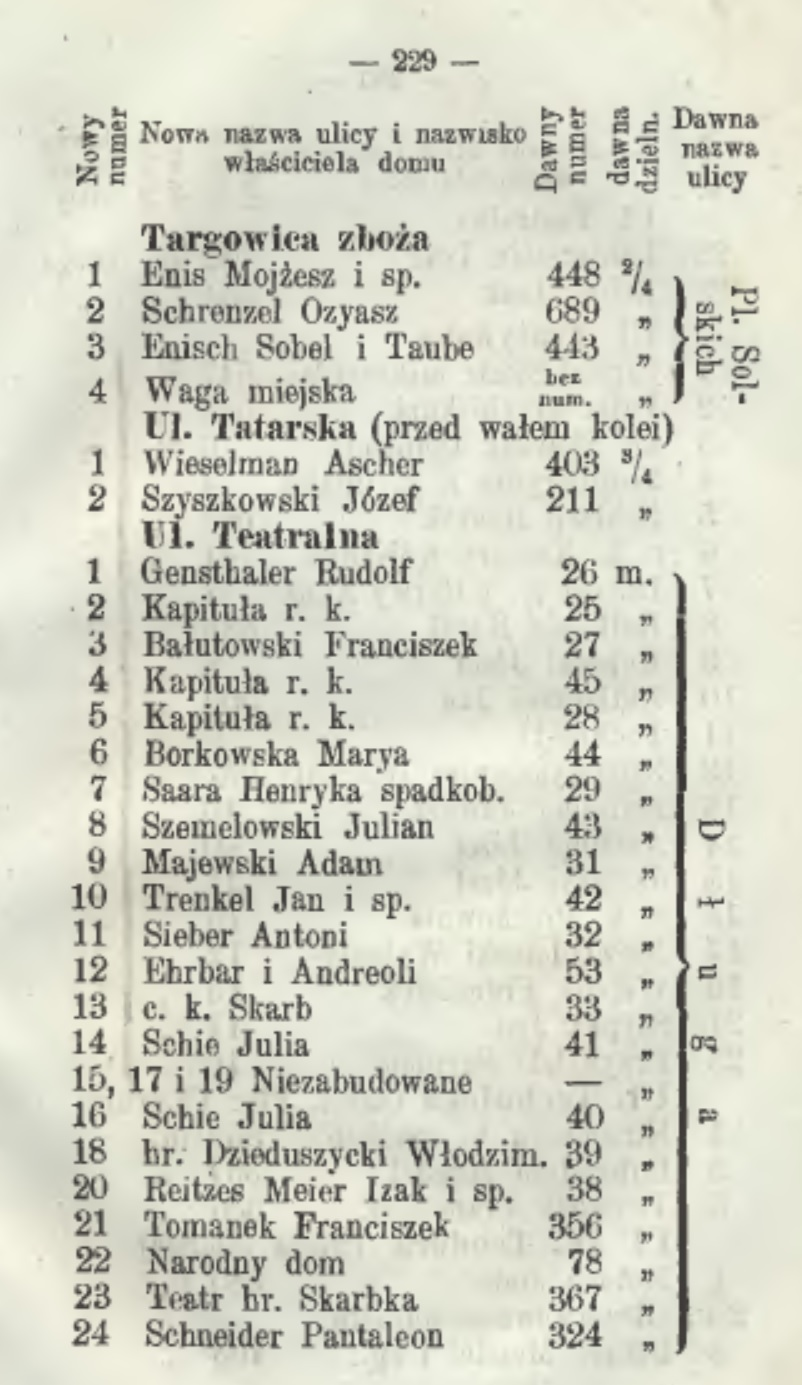
Перелік власників нерухомості при вул. Театральній у Львові